# Niederbrombach
Niederbrombach est une municipalité allemande située dans le land de Rhénanie-Palatinat et l'arrondissement de Birkenfeld.
Heraldique: D'or aux arcades géminées de sable, au chef échiqueté de gueules et d'argent de deux tires.